# Guellala
Guellala (arabe : ڨلّالة ; amazigh : Iqellalen) est une ville tunisienne à majorité berbérophone comptant 10 216 habitants en 2004.
Cette petite ville, située dans le sud de l'île de Djerba, est célèbre dans tout le pays pour ses poteries. Grâce aux riches gisements d'argile environnants, cette activité dure depuis plusieurs siècles voire millénaires.

## Étymologie
Littéralement, le nom berbère, iqellalen (berbère : ⵈⵍⵍⵏ), signifie « potiers ». Quant à son nom antique, haribus, était une forme latinisée du nom punique heres, qui avait le sens de « vase de terre ».

## Géographie
Guellala se situe sur la côte sud de l'île de Djerba qui est caractérisée par son aspect collinaire : 
« Le quaternaire le plus ancien y est représenté par les argiles qui affleurent et qui sont à l'origine de ses célèbres poteries. Il s'agit de marnes grises avec des cristaux de gypse, peu fossilifères, traversées de bancs rouges ou jaunâtres. Il s'agit d'une formation lagunaire, d'origine continentale qu'on trouve à nu le long de Dharat Guellala. »
  Le gypse donnait le plâtre, qui servait dans la construction des houch djerbiens, et se voit extrait des roses des sables des marnes. Le monticule, appelé Dhahret Guellala, est le point culminant de l'île (54 mètres).
Guellala comprend plusieurs petits villages comme Fahmine (Ifammen) et Tlet.

## Histoire
À l'époque de la domination carthaginoise, la ville de Haribus, située à l'ouest de l'actuelle Guellala, est un comptoir important. Toutefois, la production de poterie prospère sous les Romains, en particulier celle de grandes jarres pour l'exportation d'huile d'olive servant notamment à l'illumination de la Rome antique.

## Démographie
Les habitants de Guellala sont en majorité d'origine berbère : il s'agirait d'habitants musulmans de rite kharidjite ibadite — et non malikites comme les autres Tunisiens. Guellala est l'une des localités de l'île qui est encore berbérophone, une « langue noueuse aux consonnes explosives où le « t » revient presque à chaque mot » ; cette tradition est véhiculée surtout par les femmes. Le berbère, localement appelé jerbi ou chelha mais un peu différent de celui parlé à Sedouikech, est toutefois en voie de disparition et se trouve mal connu et très peu étudié ; il semble toutefois avoir reçu beaucoup de contributions provenant d'autres régions berbérophones,

## Économie

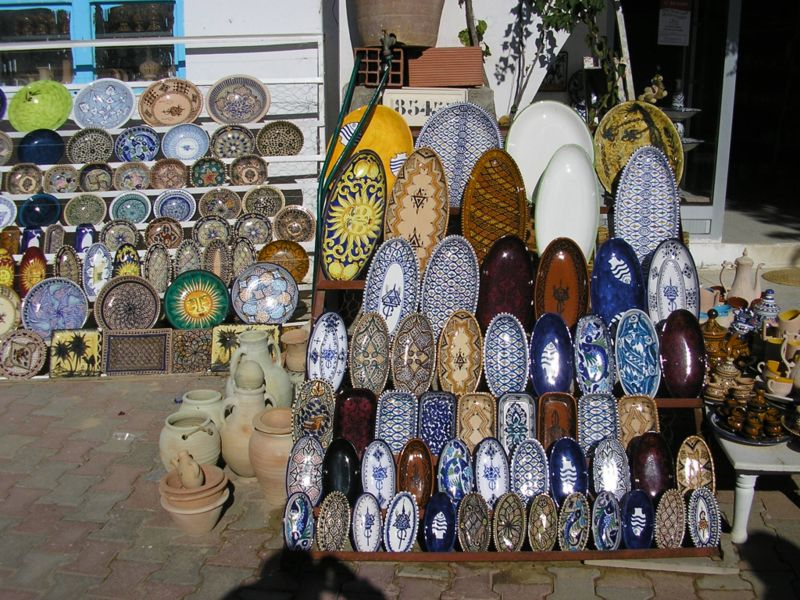
Poteries exposées sur le trottoir.

Guellala est renommée dans toute la Tunisie pour le savoir-faire séculaire de ses artisans potiers. Dès l'entrée du village, les poteries en argile tapissent places et trottoirs et décorent les rues de leurs couleurs.
Le besoin en contenants pour le transport et le stockage des produits de l'agriculture, en particulier l'huile d'olive, est à l'origine de cette activité qui est connue à Guellala au moins depuis l'époque romaine. Cependant, le docteur Lucien Bertholon, cité par Salah-Eddine Tlatli, « pense que la poterie djerbienne a subi entre le troisième et le deuxième millénaire avant Jésus-Christ une influence égéenne qui s'est traduite par l'introduction du tour, puis entre 1500 et 1300 avant Jésus-Christ une influence cypro-carienne qui a été à l'origine des fours des potiers ; ainsi pense-t-on que les ancêtres des potiers de Guellala aient commencé à travailler l'argile il y a quatre ou cinq mille ans. Les moyens employés, les procédés de fabrication et les objets produits n'ont guère évolué depuis la préhistoire ». René Stablo parle pour sa part de « poteries rustiques d'usage utilitaire : grandes jarres non vernissées dépassant parfois un mètre de hauteur et servant à conserver l'orge, le blé, jarres plus petites pour l'huile, gargoulettes pour l'eau, bols, plats, marmites [...] L'outillage : un tour rustique actionné au pied, un morceau de roseau de quelques centimètres pour arrondir le galbe des cruches et amphores, une ficelle pour séparer l'objet fini de la matière ». Les fours sont restés aussi primitifs que les instruments et la cuisson des poteries dure en moyenne cinq jours.
Ainsi, la poterie djerbienne traditionnelle est-elle connue pour la fabrication de jarres, pouvant atteindre une capacité de 300 litres, destinées à l'ensilage de céréales, de dattes et d'huile d'olive et au transport de l'eau car la corvée de l'eau était une pratique quotidienne pour les Djerbiens jusqu'aux années 1960 et l'introduction de l'eau courante dans les habitations. À une échelle moindre, la poterie peut servir à confectionner des coffres à vêtements (en lieu et place de placards très rares dans les maisons traditionnelles) ou à pêcher les poulpes ; des récipients sont déposés au fond de la mer pour les attirer puis, une fois remplis, sont remontés à la surface. Les potiers fabriquent également et ce depuis des siècles de la vaisselle et autres ustensiles de cuisine y compris des couscoussiers.

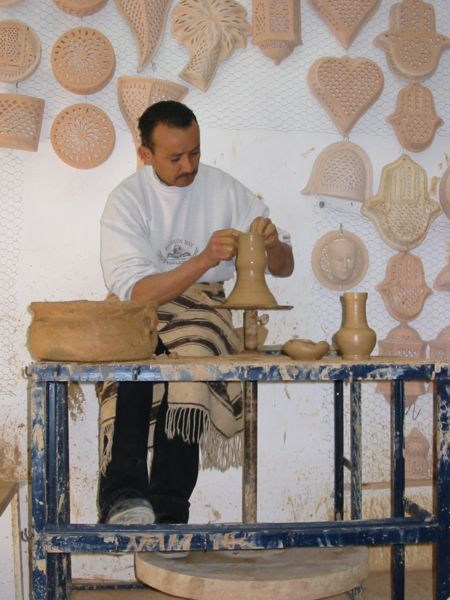
Potier au travail.

Longtemps vernissée, avec une dominante de couleur verte, la poterie de Guellala est de nos jours vendue à l'état naturel : rouge lorsqu'elle est traitée à l'eau douce, blanche lorsqu'elle est traitée à l'eau de mer. Le vernissage a été abandonné par décision de l'Office national de l'artisanat tunisien afin que les différentes régions produisant de la poterie en Tunisie (Nabeul, Djerba, etc.) adoptent un genre spécifique. À Guellala, cela aurait néanmoins entraîné une perte de savoir-faire, et pas seulement dans le domaine du vernissage. Si l'on comptait 500 potiers dans les années 1950, il n'en subsisterait plus qu'une quarantaine et ce malgré le regain d'activité provoqué par le développement du tourisme.
Georges Duhamel désignent les potiers de Guellala comme « les dieux de l'argile » et en parle ainsi : 
« J'ai cherché des poètes. J'ai trouvé des potiers. Nul métier ne fait mieux penser à Dieu, à Dieu qui forma l'homme du limon de la terre [...] Sur tous les chemins de Djerba, entre les remblais sablonneux, crêtés de petits agaves pourpres, circulent des chameaux, portant un faix énorme et vain : la grosse grappe de jarres sonores. Que s'élève la brise favorable et vous verrez cingler vers les ports du continent plus de vingt balancelles, chargées jusque sous la voilure : c'est la vendange de Guellala qui voyage au péril des eaux, les beaux fruits d'argile, les poteries non vernissées… »
Mais le potier de Guellala est en même temps pêcheur — le rouget de cette localité est célèbre sur l'île — et agriculteur. La zone de Guellala est riche en oliviers ; d'anciens pressoirs à huile souterrains abandonnés témoignent d'une époque révolue où l'agriculture occupait une place de choix. La vannerie constitue également une activité exercée par les habitants de Guellala. Toutefois, le commerce reste l'activité principale, le Gualleli s'expatriant volontiers pour gagner sa vie.

## Patrimoine et culture locale

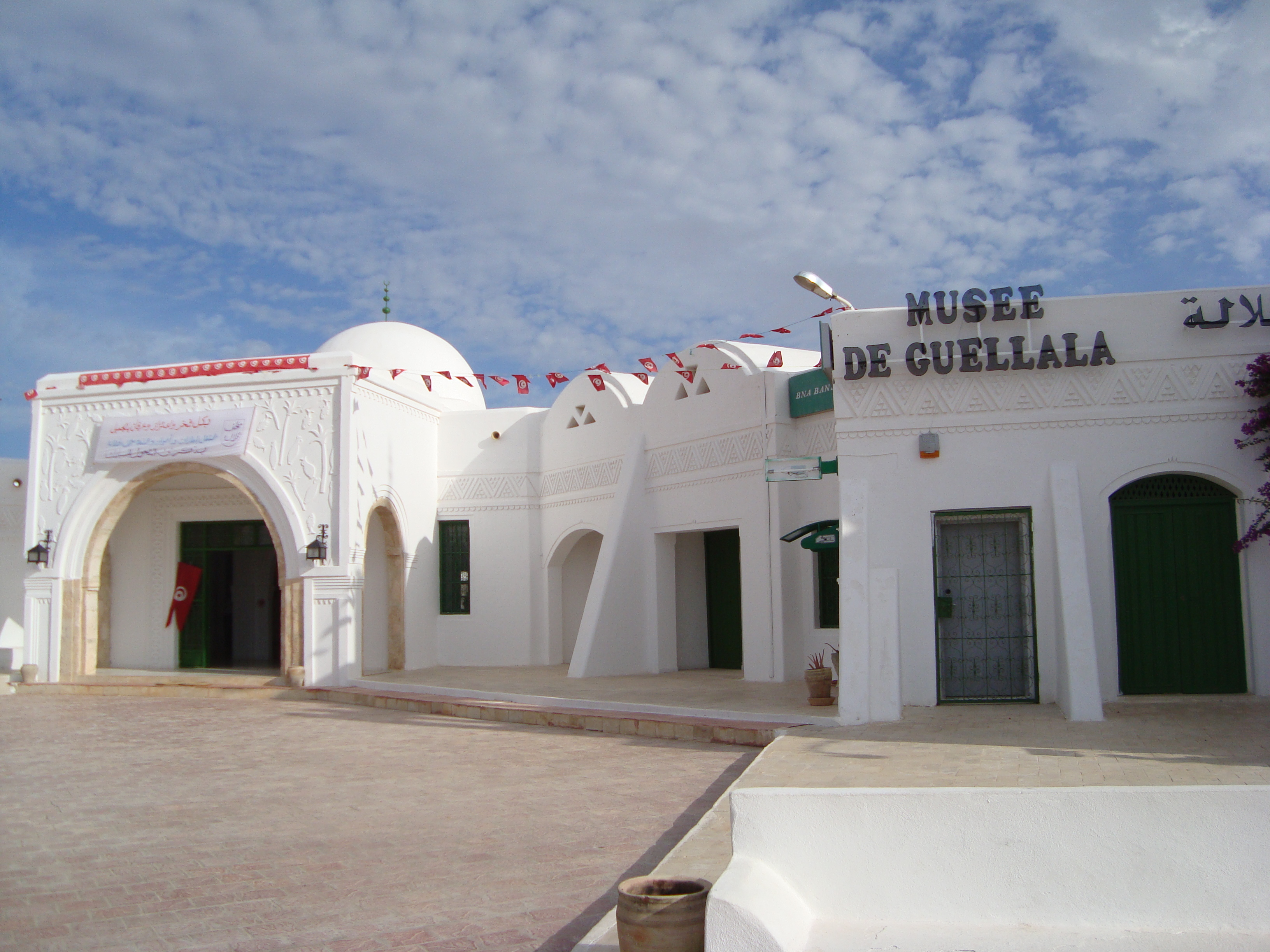
Musée de Guellala.

Parmi les sites du patrimoine de Guellala figurent :
- la mosquée de Sidi Yati (en berbère Amiy Yathi) de rite ibadite, construite au début du Xe siècle, se situe à quelque deux kilomètres au sud-est de Guellala, en surplomb de la côte. Ce monument historique qui était menacé par l'érosion maritime a été rénové à la fin des années 1990 ;
- Jamaâ Guellala (Tamezgida n Iqellalen) est une autre mosquée typique de rite ibadite qui est située sur la côte ;
- le musée de Guellala, situé sur la colline constituant le point culminant de l'île, montre les traditions populaires de Djerba ainsi que du reste du pays.

Des éléments marquent la culture locale :
- le festival de la poterie est organisé annuellement ;
- les femmes de Guellala se reconnaissent à leur chapeau typique (appelé tadhellalt) qui fait partie intégrante de leur costume et qui distingue la femme mariée de la jeune fille qui n'en porte normalement pas. Ce chapeau est porté même le soir pour s'abriter de l'humidité nocturne.